# Домановка
Домановка — село в Прохоровском районе Белгородской области. Входит в состав Подолешенского сельского поселения.

## География
Находится в северной части Белгородской области, в лесостепной зоне, в пределах юго-западного склона Среднерусской возвышенности, на расстоянии примерно 15 километров (по прямой) к юго-востоку от Прохоровки, административного центра района. Абсолютная высота — 189 метров над уровнем моря.

### Климат
Климат характеризуется как умеренно континентальный, с относительно мягкой зимой и тёплым продолжительным летом. Среднегодовая температура воздуха — 5,4 °C. Средняя температура воздуха самого холодного месяца (января) — −9,2 °C; самого тёплого месяца (июля) — 16,4 — 24,3 °C. Безморозный период длится в среднем 155—160 дней. Годовое количество атмосферных осадков — 527—595 мм, из которых большая часть выпадает в тёплый период.

## История
Основан не ранее 1760-х годов. Названия происходит от фамилии основателей.
По документам 1781-1782 годов название села разнилось: где то упоминалось как  «Домановы хутора», в других -  «деревня Малая Доманов тож». Первыми жителями села были выходцы из сел Верхний Ольшанец, Новоотскочный и из  Подольхов.
По данным переписи 1811 года в селе размещалось 24 двора. К 1902 году число дворов выросло до 65. Ревизия в 1885 году в селе Домановка Корочанского уезда Подольшанской волости насчитала 77 дворов, 639 жителей, из которых 18 мужчин и 3 женщины были обучены грамоте, 7 «промышленных заведений».  Приход был в Покровской церкви Подольхов. 
В 1878 году была построена в селе своя церковь.В  справочнике «Россия...» в 1902 году упоминалось:  
«От Прохоровки идет большая дорога в город Корочу, отстоящий от нее в 48 верстах. Первое крупное селение на этой дороге Подольхи, в 15 верстах от станции на р. Северском Донце. Истоки Донца находятся в пяти верстах отсюда, близ хутора Домановки (600 жителей). С июля 1928 года село Домановка (в 1932 г. 594 жителя) в Подолешенском сельсовете Прохоровского района. На 17 января 1979 г. в Домановке — 92 жителя, на 12 января 1989 г. — 43 (14 муж., 29 жен.).
С приходом коллективизации в Доманоском сельском совете состояли 4 колхоза: им. Молотова - село Домановка, «Октябрь» -хутор. Подхороший, «2-я пятилетка» - хутор Хороший и «Ворошиловец» -хутор. Лисички. В 1950-х годах они были объединены в колхоз им. Молотова.

### Часовой пояс
Село Домановка как и вся Белгородская область, находится в часовой зоне МСК (московское время). Смещение применяемого времени относительно UTC составляет +3:00.

## Население
| 2002 | 2010 |
| ---- | ---- |
| 19   | ↘8   |

### Половой состав
По данным Всероссийской переписи населения 2010 года в гендерной структуре населения мужчины составляли 50 %, женщины — соответственно также 50 %.

### Национальный состав
Согласно результатам переписи 2002 года, в национальной структуре населения русские составляли 100 %.